# Giovanni Ludovico Bianconi
Giovanni Ludovico Bianconi (1717 en Bolonia-1781 en Perugia ),  fue un médico y anticuario italiano, así como un erudito multifacético que fue mentor y corresponsal del conocedor y primer historiador del arte, Johann Joachim Winckelmann, Bianconi fue médico en la corte de Joseph Ignaz Philipp von Hessen-Darmstadt, príncipe-obispo de Augsburgo, desde 1744 y consejero de Augusto III de Polonia, elector de Sajonia, en Dresde,
Su Scritti tedeschi (1763) enviado desde Dresde al marqués Filippo Hercolani y a Francesco Algarotti, describe el montaje y el equipamiento de la galería de pinturas, en la que Algarotti había estado muy interesado. La colección formó el núcleo de la Galería de Pinturas de los Maestros Antiguos en Dresde, iniciada con la compra en bloque de un centenar de pinturas de la colección de la Casa de Este (Módena), en 1745, que Bianconi enriqueció con la compra de la Madonna Sixtina de Rafael en 1753 Los Scritti tedeschi fueron editados y ambientados en su contexto histórico por Giovanna Perini (Argelato, 1998).
Las conexiones de Bianconi eran fuertes en Bolonia, incluso entre los comerciantes de cuadros que eran sus rivales en el suministro de Dresde, y en Florencia, a través de Ignazio Hugford,
En la atmósfera cambiada y las finanzas enderezadas que siguieron a la Guerra de los Siete Años, Bianconi encontró el momento de regresar a Italia, donde pasó el resto de su carrera.
Entre sus trabajos publicados se encuentran libros sobre Piranesi (1779), Anton Raphael Mengs (1780) y la disquisición sobre las Termas de Caracalla, Descrizione dei circhi particolarmente di quello di Caracalla (publicado póstumamente, 1789). También publicó extensamente los informes de Winckelmann desde Herculano,
Las primeras biografías sobre Bianconi fueron de Mariotti, Delle lodi di LB, (Perugia), 1781, y Sassoli, Della vita e delle opere di Giovanni Ludovico Bianconi, Bolonia, 1885.
Su hermano Carlo Bianconi, un pintor neoclásico de cierta reputación, se desempeñó como secretario de la Academia de Bellas Artes de Brera, Milán.

## Otras lecturas
- Delle Lodi del Signor Consigliere Gio. ludovico bianconi, Perugia: Riginaldi, 1781. 39 p.
- Escritos de Giovanni Ludovico Bianconi